# Operación Tun Tun
La Operación Tun Tun es el nombre acuñado por Diosdado Cabello durante las protestas en Venezuela de 2017 y repetido por medios de comunicación oficialistas para describir a la serie de allanamientos de morada y violaciones de domicilios de opositores al gobierno de Nicolás Maduro por parte de fuerzas de la Guardia Nacional Bolivariana (GNB), la Dirección General de Contrainteligencia Militar (DGCIM), el Servicio Bolivariano de Inteligencia Nacional (SEBIN), el Cuerpo de Investigaciones Científicas, Penales y Criminalísticas (CICPC), etc. Un reporte de Human Rights Watch y de Foro Penal, documentó seis instancias en las que las fuerzas de seguridad venezolanas allanaron áreas residenciales y apartamentos en Caracas y en cuatro estados diferentes.
Después de las elecciones presidenciales de 2024, los operativos tuvieron un resurgimiento, volviendo a realizarse allanamiento y arrestos contra manifestantes y dirigentes opositores, incluyendo ciudadanos que fueron arrestados bajo los cargos de expresiones de odio y terrorismo. En algunos de estos allanamientos, que solían ocurrir cerca de barricadas construidas por protestantes, los cuerpos de seguridad entraron en las casas sin órdenes de allanamiento, arrestando a personas que reclamaban sea respetado su voto, dicho abiertamente por Nicolás Maduro en televisión abierta. Varios de los detenidos han sido torturados.

## Nombre
En la segunda audiencia de la Organización de los Estados Americanos para analizar posibles crímenes de lesa humanidad en Venezuela, el mayor general Hebert García Plaza describió a la Operación Tun Tun una operación realizada normalmente en horas nocturnas, donde una comisión del SEBIN visita a la persona y se la lleva detenida, posiblemente sin una orden de arresto o emitida por un fiscal del Ministerio Público. Cuando el jurista argentino Luis Moreno Ocampo le preguntó por el origen del nombre, García Plaza respondió que a pesar de desconocer su origen y que "habría que preguntarle a Diosdado Cabello", supuso que provenía del sonido que emite la puerta cuando es tocada por las fuerzas de seguridad.

## Historia

Diosdado Cabello, quien acuñó el término.

El 17 de mayo de 2017, Diosdado Cabello aseguró durante su programa de televisión Con el mazo dando que activaría una operación denominada Tun Tun esa noche, para las personas que importaran implementos para «terroristas», señalando que la oposición «va a llevar más palo que un gato ladrón», haciendo evidente las torturas a las que son sometidos las personas violentadas de su derecho de libertad solo por querer hacer valer su derecho a decidir y describiendo al diputado de Voluntad Popular Freddy Guevara como un «drogadicto», siendo el mismo Diosdado Cabello acusado por otros países como jefe de un reconocido cartel del narcotráfico. Diosdado también amenazó a las empresas de envíos en el país, afirmando que «contribuyen con el traslado de insumos que son empleados por los integrantes de estos grupos violentos para generar actos vandálicos y terrorismo en Venezuela" y asegurando que la situación "será llevada a las autoridades competentes para que se investiguen estas acciones», señalando que DHL, Liberty Express, Aduanera Las Dos L, Aduana Isacar y Economía Aduanera 2000, podrían ser acusadas con la Ley Antiterrorismo.
Para el 24 de junio, durante un acto conmemorativo de la batalla de Carabobo y el Día del Ejército, Nicolás Maduro aseguró que todos los detenidos en la 0peración Tun Tun están bajo justicia militar, y el 19 de julio Diosdado Cabello amenazó, nuevamente en su programa Con el mazo dando, a los candidatos para ser designados por la Asamblea Nacional como magistrados del Tribunal Supremo de Justicia, después de que aquellos magistrados nombrados en 2015 con vicios e irregularidades por la mayoría oficialista saliente de la Asamblea Nacional, diciendo: «A ver quién te va a nombrar, quién te va a defender, para ver si Julio Borges te va a defender cuando te llegue la operación tuntún, vamos a ver si te van a defender».
En la mañana del 30 de abril de 2018, funcionarios del Servicio Bolivariano de Inteligencia Nacional (SEBIN) allanaron la casa de los familiares de la magistrada del Tribunal Supremo de Justicia  electa por la Asamblea nacional, Elenis Rodríguez, residenciada en Maturín, donde sustrajeron un equipo de computación y donde vive su mamá, quien tiene Alzheimer, y una hermana de la magistrada, a quien se llevaron en calidad de testigo a declarar, pero fue liberada después de varias horas. En el resto del país se realizaron procedimientos similares contra propiedades de al menos otros cuatro magistrados, incluyendo a Miguel Ángel Martín, quien funge como presidente del Tribunal Supremo, y los magistrados Cioly Zambrano, Tony Marval y Pedro Troconis.
El 11 de julio de 2019, Diosdado amenazó con aplicar la Operación Tun Tun contra el diplomático Reinaldo Díaz Ohep. En 2020, la Academia de Ciencias Físicas, Matemáticas y Naturales de Venezuela publicó un informe sobre la pandemia de COVID-19 donde alertó de que el pico del brote en el país podía llegar a los 4 000 casos diarios en junio. Cabello respondió al informe amenazando a la academia, diciendo «Esto es una invitación para que los organismos de seguridad visiten a esta gente. Es una invitación a un Tun Tun». La Academia rechazó las amenazas.
Desde 2024 tras la elecciones presidenciales celebradas el 28 de julio de ese año, se ha acreditado por parte del altos funcionarios del gobierno venezolano y DGCIM, así como de partidos opositores, a la Operación Tun Tun como iniciativa de desapariciones forzadas y detenciones arbitrarias a causa de manifestaciones,y según el régimen de Maduro, expresiones de odio y actos terroristas en el país.Desde las redes sociales de la DGCIM, advirtieron que la Operación Tun Tun apenas comenzaba y que era «sin lloradera» (una insinuación para alegar que cualquier intento de defensa sería inútil), estableciendo una línea telefónica para recopilar informes sobre los manifestantes.

## Críticas
Un reporte de Human Rights Watch y de Foro Penal documentó seis instancias en las que las fuerzas de seguridad venezolanas allanaron áreas residenciales y apartamentos en Caracas y en cuatro estados diferentes. En algunos de estos allanamientos, que solían ocurrir cerca de barricadas construidas por protestantes, los cuerpos de seguridad, estando cubiertos con pasamontañas para evitar que su identidad fuera revelada, entraron en las casas sin órdenes de allanamiento, robando pertenencias personales y comida, y tanto golpeando como arrestando a residentes.
El diputado del Consejo Legislativo del estado Bolívar, César Ramírez, fue testigo del allanamiento en las urbanizaciones Villa Latina, Los Olivos y Los Mangos en Puerto Ordaz, donde funcionarios de la Guardia Nacional, contrainteligencia militar y del Servicio Bolivariano de Inteligencia Nacional (SEBIN) hicieron presencia con mandarrias, equipos de demolición, armas de fuego y hasta bidones, rompieron vidrios y puertas principales de acceso y allanaron residencias. Ramírez describió la actuación de los funcionarios como "muy alejada de lo que es una operación policial" y que más bien "parecía una operación delincuencial con personas uniformadas de guardias nacionales, encapuchados y con armas de fuego causando destrozos y atropellando a una población civil en el interior de sus viviendas, violando derechos humanos”. Ramírez solicitó a la Fiscalía General que ordene una averiguación penal contra el gobernador Francisco Rangel Gómez, funcionarios de la Dirección General de Contrainteligencia Militar y Guardia Nacional Bolivariana por causar destrozos en propiedad privada, allanamiento de apartamentos sin orden de un tribunal y privación de libertad de un menor de edad sin una orden de arresto.
El politólogo y redactor de Aporrea Nicmer Evans describió a la operación como "fascista", denunciando que tocaron su puerta para preguntarle por el diputado Germán Ferrer, esposo de la fiscal general destituida por la Asamblea Nacional Constituyente Luisa Ortega Díaz. En 2020, el constitucionalista Joel Rodríguez Ramos declaró que la Operación Tun Tun "presagiaba barbarie".